# The Bloodline

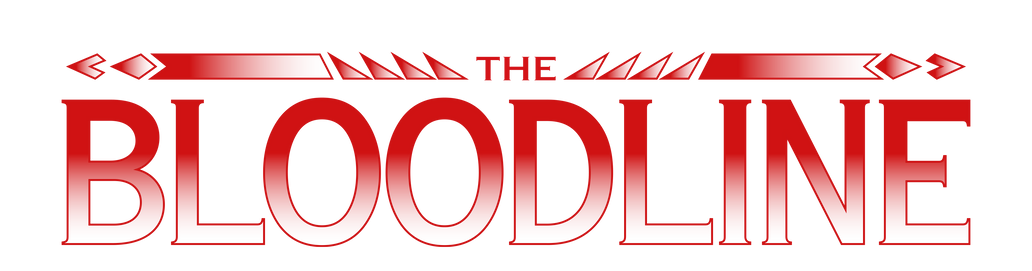
Logo

The Bloodline je hell wrestlingová frakce ve společnosti WWE, působí v rosteru SmackDown, ojediněle i v RAW. Frakci vede Solo Sikoa. Ostatními členy jsou Tama Tonga, Tonga Loa a Jacob Fatu, všichni tito členi patří do rodiny Anoa'i. 
Frakce funguje od roku 2021. V průběhu let v ní došlo k velkým členským změnám. 

## Členové
- Solo Sikoa – vůdce (2024–současnost), člen (2022–2024)
- Tama Tonga – člen (2024–současnost)
- Tonga Loa – člen (2024–současnost)
- Jacob Fatu – člen (2024–současnost)

## Bývalí členové
- Roman Reigns – vůdce (2021– 2024)
- Jey Uso – člen (2020–2023)
- Jimmy Uso – člen (2021–2023), (2023–2024)
- The Rock – člen (2024)
- Sami Zayn – čestný člen (2022–2023)
- Paul Heyman – manažer (2021–2024)